# Santalum acuminatum
Santálum acuminátum — вид сантала, древесное растение семейства Санталовые, произрастающее повсюду в центральных и южных областях Австралии.

## Биологическое описание
Это высокий куст или маленькое дерево редко превышающее 7 м в высоту. Листья жёлто-зелёные, 45-115 мм длиной, поддерживаются на коротком листовом черешке 5-10 мм длиной. Цветки зелёные или белые на внешней стороне и красноватые или коричневые на внутренней, 2-3 мм
диаметром. Плод красный иногда жёлтый с восковой кожицей, 20-25 мм диаметром. Внутри плода содержится косточка с извилистой поверхностью.